# Terry Newton
Terry Newton (* 7. November 1978 in Wigan; † vermutlich 26. September 2010 ebenda) war ein englischer Rugby-League-Spieler. Newton spielte für die Leeds Rhinos, Wigan Warriors, Bradford Bulls und Wakefield Trinity Wildcats in der Super League. 

## Dopingaffäre und Tod
Im Februar 2010 wurde Terry Newton als erstem Sportler überhaupt die Einnahme des Wachstumshormons Somatotropin nachgewiesen, woraufhin er für zwei Jahre gesperrt wurde. Ende September 2010 wurde er in einer Wohnung tot aufgefunden.